# Lijst van afleveringen van The Office
Dit is een lijst van afleveringen van The Office.

## Overzicht
| Seizoen | Aantal afleveringen | Originele uitzenddatum |
| ------- | ------------------- | ---------------------- |
| 1       | 6                   | 2001                   |
| 2       | 6                   | 2002                   |
| 3       | 2                   | 2003                   |

## Seizoen 1 (2001)
| Nr. | # | Titel             | Originele uitzenddatum | Productie code |
| --- | - | ----------------- | ---------------------- | -------------- |
| 1   | 1 | "Downsize"        | 9 juli 2001            | 101            |
| 2   | 2 | "Work Experience" | 16 juli 2001           | 102            |
| 3   | 3 | "The Quiz"        | 23 juli 2001           | 103            |
| 4   | 4 | "Training"        | 30 juli 2001           | 104            |
| 5   | 5 | "New Girl"        | 13 augustus 2001       | 105            |
| 6   | 6 | "Judgment"        | 20 augustus 2001       | 106            |

## Seizoen 2 (2002)
| Nr. | # | Titel        | Originele uitzenddatum | Productie code |
| --- | - | ------------ | ---------------------- | -------------- |
| 7   | 1 | "Merger"     | 30 september 2002      | 201            |
| 8   | 2 | "Appraisals" | 7 oktober 2002         | 202            |
| 9   | 3 | "Party"      | 14 oktober 2002        | 203            |
| 10  | 4 | "Motivation" | 21 oktober 2002        | 204            |
| 11  | 5 | "Charity"    | 28 oktober 2002        | 205            |
| 12  | 6 | "Interview"  | 4 november 2002        | 206            |

## Seizoen 3: Kerstmis Specials (2003)
| Nr. | # | Titel                      | Originele uitzenddatum | Productie code |
| --- | - | -------------------------- | ---------------------- | -------------- |
| 13  | 1 | "Christmas Special Part 1" | 26 december 2003       | 301            |
| 14  | 2 | "Christmas Special Part 2" | 27 december 2003       | 302            |